# Mi perro Skip
Mi perro Skip (My Dog Skip, título original) es una película del año 2000. Está basada en el libro del mismo nombre, escrito por Willie Morris. La película fue estrenada el 8 de enero de 2000.

## Sinopsis
Año 1942: Ciudad de Yazoo City, Misisipi. Willie (Frankie Muniz) es un chico tímido al que sus padres le regalan un cachorro de terrier por su 9.º cumpleaños. El perro, al que llama Skip, se hará muy conocido y apreciado entre los habitantes de la localidad, y ayudará al chico a tener una mayor confianza en sí mismo.

## Argumento
Willie Morris recuerda los inicios de la década de 1940 y cómo fue coloreado por su querido perro, un Smooth Fox Terrier al que llamó Skip. Willie es un niño solitario con un padre brusco y orgulloso, Jack, un veterano de la guerra civil española, y una madre carismática y habladora, Ellen, ama de casa, pero es hijo único y tiene pocos amigos. Su único compañero es un hombre que vive al lado, Dink Jenkins, que es el héroe deportivo local en Misisipi. Sin embargo, cuando Dink es reclutado para ir a la guerra, Ellen decide comprarle un perro a Willie por su 9.º cumpleaños, en contra de los deseos de Jack, para que tenga compañía.
Willie y Skip se hicieron muy amigos muy rápidamente. Sin embargo, Willie es intimidado en la escuela por Big Boy Wilkinson, Henjie Henick y Spit McGee, hasta que Dink le envía un casco y un cinturón alemanes desde la primera línea. Los otros niños le exigen que juegue a la pelota para recuperar sus pertenencias, mientras Skip salta para ayudarlo. Ese mismo día, los tres niños convencen a Willie para que pase la noche en un cementerio, donde afirman que está enterrada una bruja. Si se queda allí, podrá unirse a su pandilla y también quedarse con el balón que Dink les firmó; de lo contrario, tendrá que darles su casco alemán. Willie permanece en el cementerio durante varias horas hasta que escucha a dos traficantes de alcohol, Millard y Junior, que están cargando cajas en una cripta. Skip salta sobre Millard hasta que Junior se acerca a él con una pala. Willie lanza a Junior con una bellota e intenta escapar del cementerio con Skip, pero pronto son capturados por Junior. Amenaza con matar a Skip a menos que Willie se quede antes del amanecer. Después de que los dos chicos se van, los tres regresan y aceptan a Willie en su grupo como recompensa.
Skip, que siempre ha sido un perro amigable, es conocido por todos en la ciudad. Skip guía a Willie a través de las mejores partes de su vida: sus primeros días. Gracias a Skip, Willie ahora tiene tres amigos y una novia, Rivers. Skip está allí para ayudarlo cuando Dink llega a casa, conmocionado y borracho desde que fue dado de baja deshonrosamente del ejército, presumiblemente por deserción. Sin embargo, cuando llega el primer partido de Willie, Skip y Willie tienen su primera pelea. Dink accede a acompañarlo, pero no se molesta porque, desde la guerra, ha descubierto que las competiciones ya no le interesan. Skip, queriendo animar a Willie, corre hacia el campo y se sienta, moviendo la cola, negándose a irse. Enojado y avergonzado por su pobre desempeño en el juego, lo que provocó que su equipo perdiera, Willie golpea públicamente a Skip en el hocico y este desaparece sin dejar rastro.
Sin que Willie lo sepa, Skip ha regresado a la cripta y accidentalmente lo han encerrado en la tumba donde se almacena el alcohol ilegal. Mientras Willie busca en el cementerio, escucha el ladrido de Skip y corre para salvarlo, pero Junior deja inconsciente al perro con la pala. Dink llega y logra expulsar a los dos licores. Mientras las familias de Willie y Dink se reúnen solemnemente en la sala de espera del veterinario, Skip casi muere a causa de las heridas en los brazos de Willie, pero el perro se despierta y lame la cara y las manos de Willie.
Willie explica sobre su amistad con Skip que él había sido hijo único y Skip era perro único. Cuando Willie se marcha para ir a la Universidad de Oxford en la década de 1950, Skip se queda con Jack y Ellen, duerme en la antigua habitación de Willie y luego muere en la cama de Willie. Habiendo sucumbido a la artritis, Jack y Ellen lo entierran bajo el olmo, y Jack le cuenta a Willie sobre la muerte de Skip a través de una llamada transatlántica.

## Reparto
- Frankie Muniz - Willie Morris
- Diane Lane - Ellen Morris
- Kevin Bacon - Jack Morris
- Luke Wilson - Dink Jenkins
- Bradley Coryell - Big Boy Wilkinson
- Daylan Honeycutt - Henjie Henick
- Cody Linley - Spit McGee
- Caitlin Wachs - Rivers Applewhite

## Producción

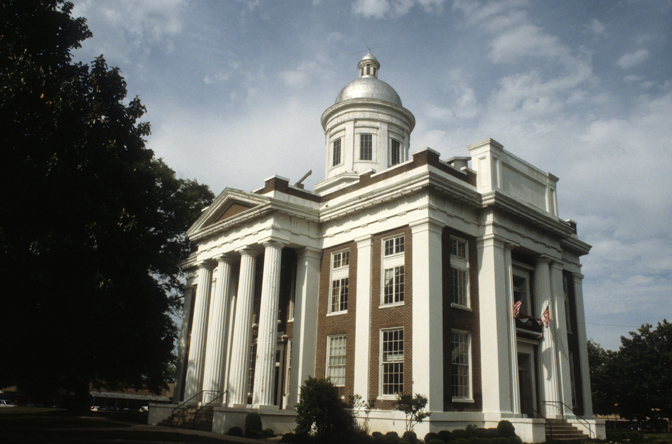
La película se filmó en Canton, Misisipi.

El rodaje tuvo lugar en Canton y Yazoo City, dos ciudades ubicadas en el estado de Misisipi, del 10 de mayo al 23 de junio de 1998.
- Datos: Q1917925